# Броскеуць (комуна)
Броскеуць, Броскеуці (рум. Broscăuți) — комуна у повіті Ботошані в Румунії. До складу комуни входять такі села (дані про населення за 2002 рік):
- Броскеуць (3328 осіб)
- Слобозія (122 особи)

Комуна розташована на відстані 391 км на північ від Бухареста, 28 км на північний захід від Ботошань, 123 км на північний захід від Ясс.

## Населення
За даними перепису населення 2002 року у комуні проживали 3450 осіб.
Національний склад населення комуни:
| Національність | Кількість осіб | Відсоток |
| -------------- | -------------- | -------- |
| румуни         | 3448           | 99,9%    |
| угорці         | 1              | < 0,1%   |
| вірмени        | 1              | < 0,1%   |

Рідною мовою назвали:
| Мова      | Кількість осіб | Відсоток |
| --------- | -------------- | -------- |
| румунська | 3449           | > 99,9%  |
| угорська  | 1              | < 0,1%   |

Склад населення комуни за віросповіданням:
| Релігія            | Кількість осіб | Відсоток |
| ------------------ | -------------- | -------- |
| православні        | 3429           | 99,4%    |
| бретрени           | 8              | 0,2%     |
| п'ятдесятники      | 4              | 0,1%     |
| баптисти           | 3              | 0,1%     |
| реформати          | 1              | < 0,1%   |
| не вказали релігію | 5              | 0,1%     |